# Анабел Ли
„Анабел Ли“ (на английски: Annabel Lee) е завършена поема от американския писател и поет Едгар Алън По.
Както много други негови поеми, тя използва за тема смъртта на красива жена. Лирическият герой, който се влюбва в Анабел Ли, когато и двамата са все още млади, я обича толкова силно, че дори ангелите им завиждат. Той запазва своята любов дори след смъртта на любимата си. Има много спорове относно това кой, ако има въобще такава личност, е вдъхновение за поемата. Макар че много жени са предложени, съпругата на Едгар – Вирджиния Елиза Клем По – е една от най-логичните кандидатки. Написана през 1849, поемата не успява да стигне до печат до кратко след смъртта на По през същата година.